# Локтионов, Роман Геннадьевич
Роман Геннадьевич Локтионов (19 июня 1985, Майкоп) — российский футболист, защитник.

## Биография
Родился в 1985 году в Майкопе. В раннем возрасте увлёкся футболом и с 7 лет стал заниматься в спортивной школе, в специальном футбольном классе. Первый тренер — Анатолий Трофимович Пономарёв. Игровую карьеру начинал в любительском клубе «Авангард» (Лазаревское). На профессиональном уровне дебютировал в 2005 году в составе волгоградского клуба «Олимпия».
В конце 2006 года, по приглашению тренера Хазрета Дышекова, перешёл в астраханский «Волгарь-Газпром-2». Зимой клуб из-за финансовых проблем был лишён профессионального статуса, однако Локтионов остался в команде, с которой за два года проделал путь из любительской лиги в первый дивизион. После четырёх сезонов в ФНЛ, сезон 2013/14 Локтионов начал с «Волгарём» в ПФЛ, однако во время зимних сборов получил травму и не выходил на поле в течение полутора лет. В то же время «Волгарь» вернулся в ФНЛ. В 2015 году игрок перешёл в «Тюмень», где за полтора сезона сыграл 49 матчей в ФНЛ. В дальнейшем выступал за команды ПФЛ «Сочи» и «Зоркий», а в 2018 году вернулся в «Волгарь», на тот момент также выступавший в ПФЛ, где сразу же стал капитаном команды. В сезоне 2019/20 в третий раз за карьеру выиграл с клубом зону «Юг» первенства ПФЛ и вернулся в ФНЛ.
11 июля 2011 года на 17-й минуте матча Локтионов, прямым ударом со штрафного, забил гол в ворота «Алании». Спустя семь лет, 27 октября 2018 года Локтионов забил похожим ударом с той же позиции, на той же минуте и в ворота той же команды (в 2018 году «Алания» выступала под названием «Спартак»). Новость об этом разместил на своей странице в Instagram журналист Юрий Дудь, а также некоторые крупные СМИ.

## Достижения
«Волгарь»
- Победитель первенства ПФЛ, зона «Юг» (3): 2008, 2013/14, 2019/20

## Личная жизнь
Супруга — Ирина Локтионова. В семье двое детей: сын Марк и дочь Арина.